# 작은고슴도치텐렉
작은고슴도치텐렉(Echinops telfairi)은 텐렉과에 속하는 포유류의 일종이다. 작은고슴도치텐렉속(Echinops)의 유일종이며, 학명은 찰스 텔페어(Charles Telfair)의 이름을 따서 지었다.

## 서식지 분포
마다가스카르섬의 토착종이다. 자연서식지는 아열대 또는 열대 기후 지역의 건조림과 건조한 사바나 지역 그리고 아열대 또는 열대 기후의 관목 숲과 건조한 저지대 초원이다.

## 참고 문헌
- Suárez R., Villalón A., Künzle H., Mpodozis J. (2009) "Transposition and Intermingling of Gαi2 and Gαo Afferences into Single Vomeronasal Glomeruli in the Madagascan Lesser Tenrec Echinops telfairi". PLoS ONE 4(11): e8005. doi:10.1371/journal.pone.0008005